# بروس والترز
بروس والترز (بالإنجليزية: Bruce Walters)‏ هو فنان أمريكي، ولد في 29 نوفمبر 1954.